# Pavé d’Orchies
Der Sektor Pavé d’Orchies ist ein 1700 Meter langer mit Kopfsteinen gepflasterter Weg, welcher bei Paris–Roubaix von Orchies nach Auchy-lez-Orchies befahren wird.

## Charakteristik
Der Sektor Pavé d’Orchies ist mit der Schwierigkeitsstufe von 3 Sternen ausgezeichnet. Im Grunde genommen besteht der Sektor aus zwei Sektoren, dem Pavé Chemin des Prières und dem Pavé de l’Abattoir. Diese beide Abschnitte werden durch ein kurzes Asphaltstück getrennt. Das Kopfsteinpflaster ist relativ gut, gleichwohl kann die landwirtschaftliche Nutzung den Sektor mit Schlamm verschmutzen und dadurch schwieriger befahrbar machen. Der zweite Abschnitt des Sektors Pavé de l’Abattoir beginnt flach, fällt gegen Ende des Sektors in Richtung Auchy-lez-Orchies leicht ab.

## Geschichte
Der Sektor wird seit 1980 bei Paris–Roubaix befahren. Bei den Vier Tage von Dünkirchen 2015 wurde der Sektor auf der ersten Etappe befahren. 2018 wurden Spurrillen im zweiten Abschnitt Pavè de l’Abattoir durch die Les Amis de Paris–Roubaix beseitigt.

## Bildergalerie

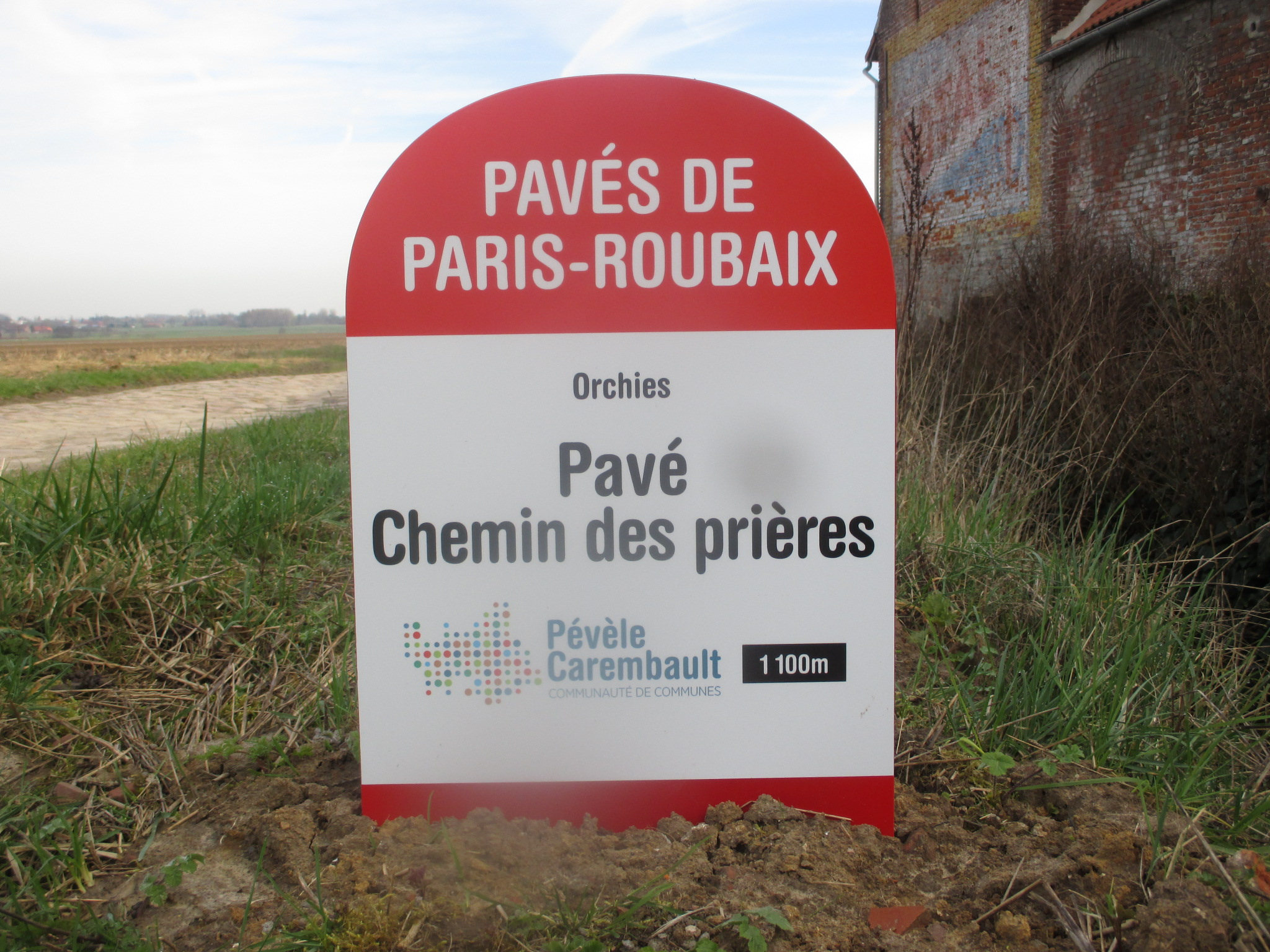
Beginn Sektor Pavé d’Orchies Hinweistafel
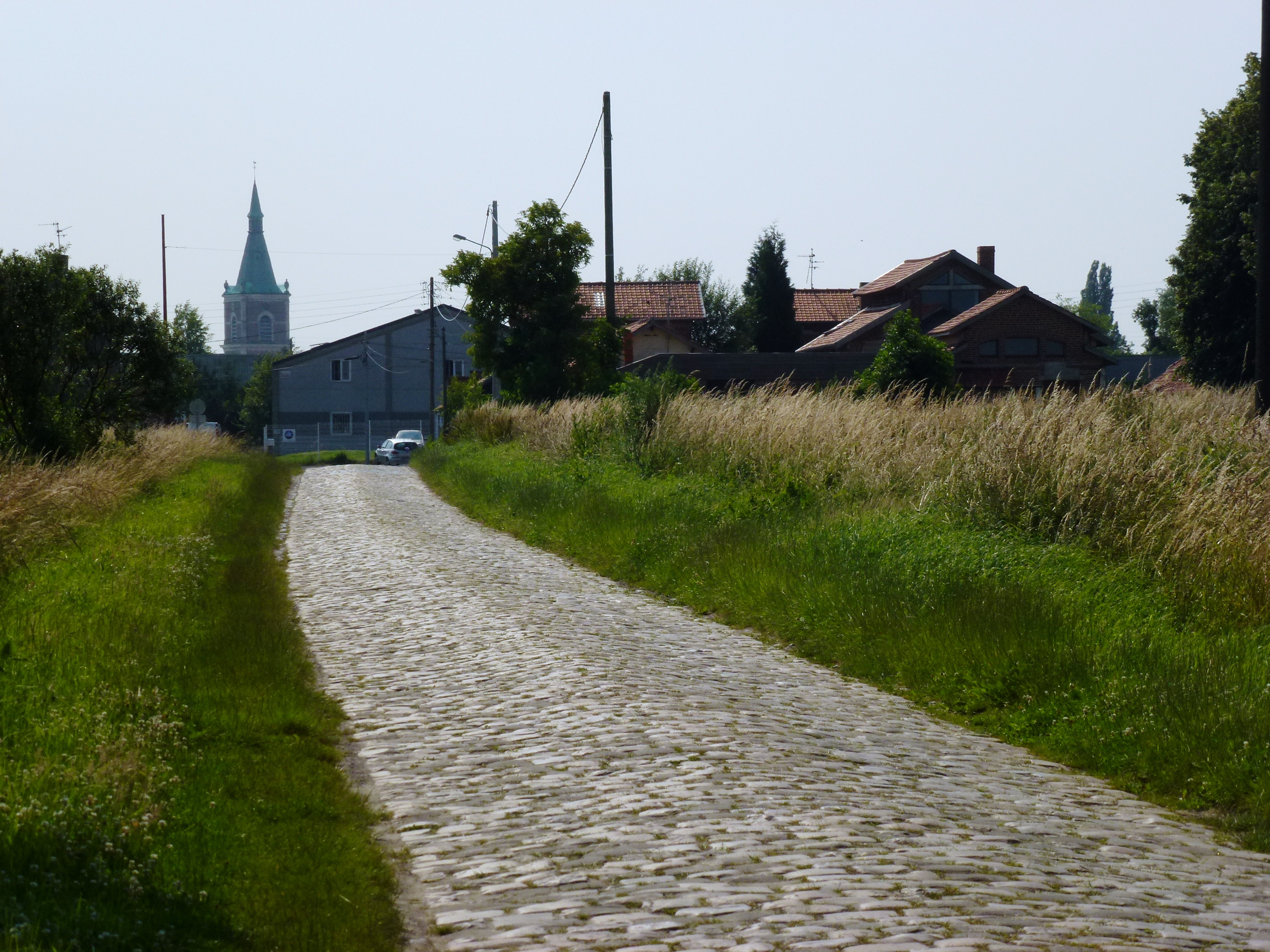
Blick auf den Beginn Abschnitt Pavé Chemin des primère
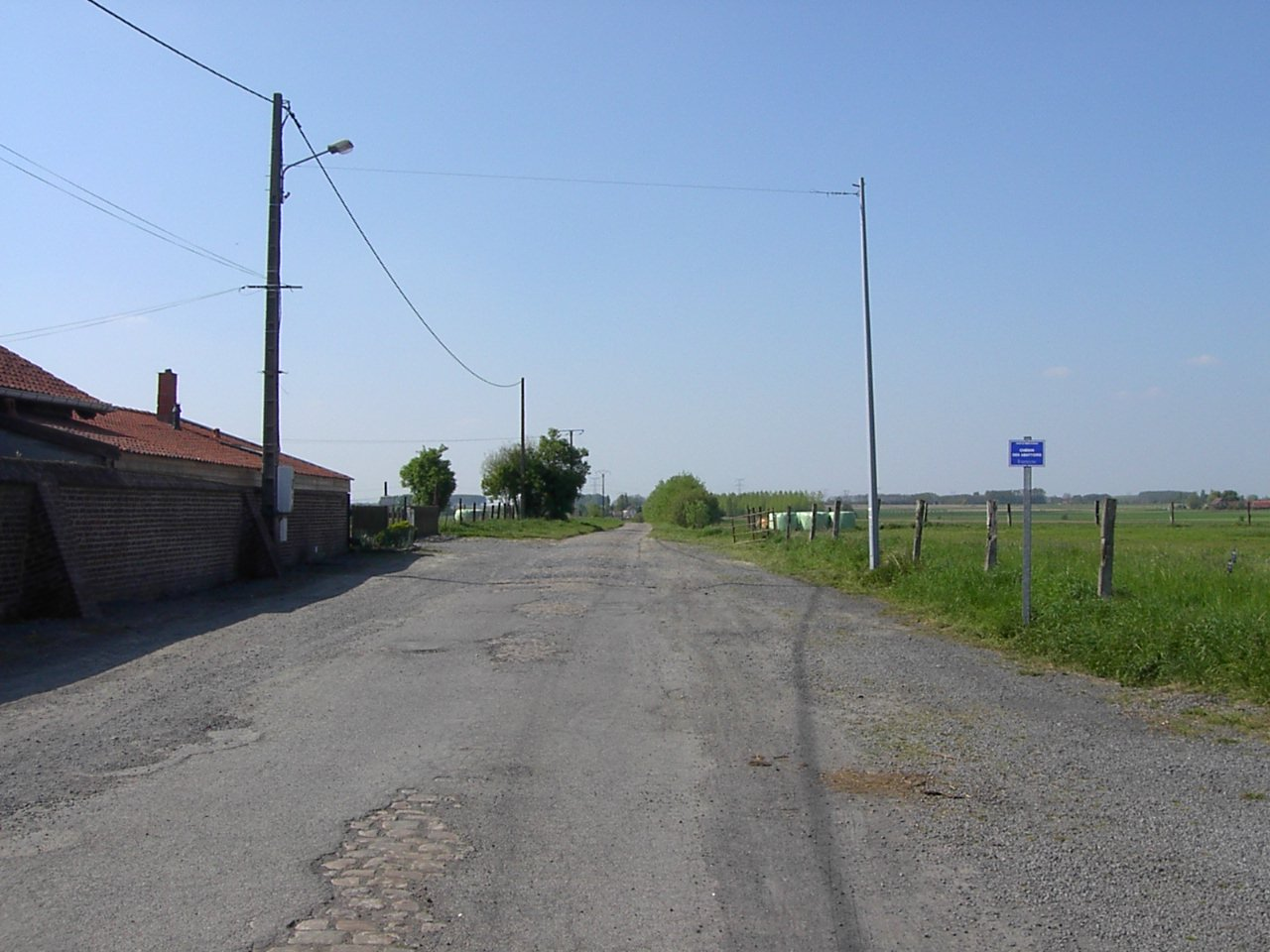
Blick auf den Beginn Abschnitt Pavé de l’Abattoir
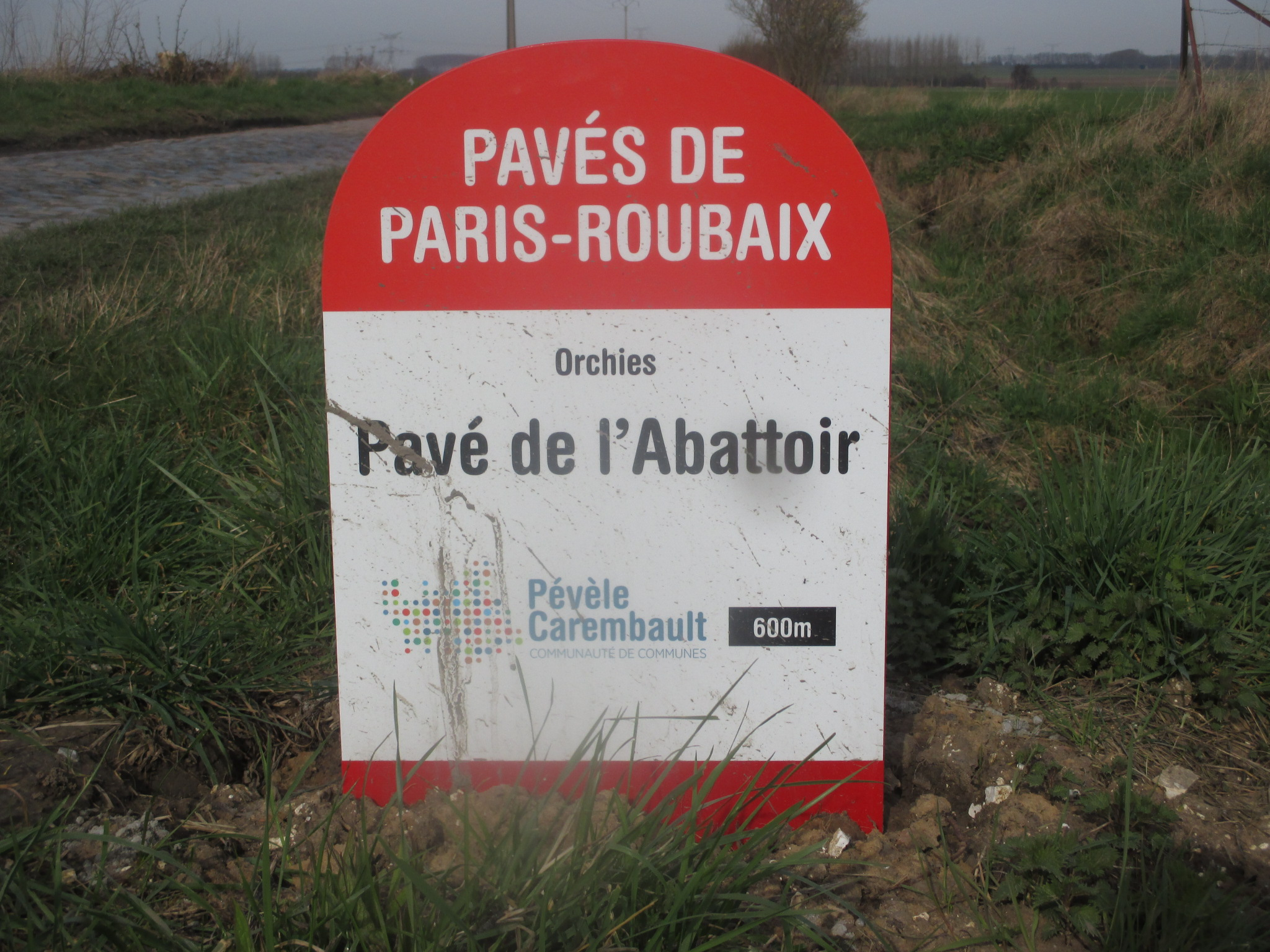
Beginn Abschnitt Pavé de l’Abattoir Hinweistafel
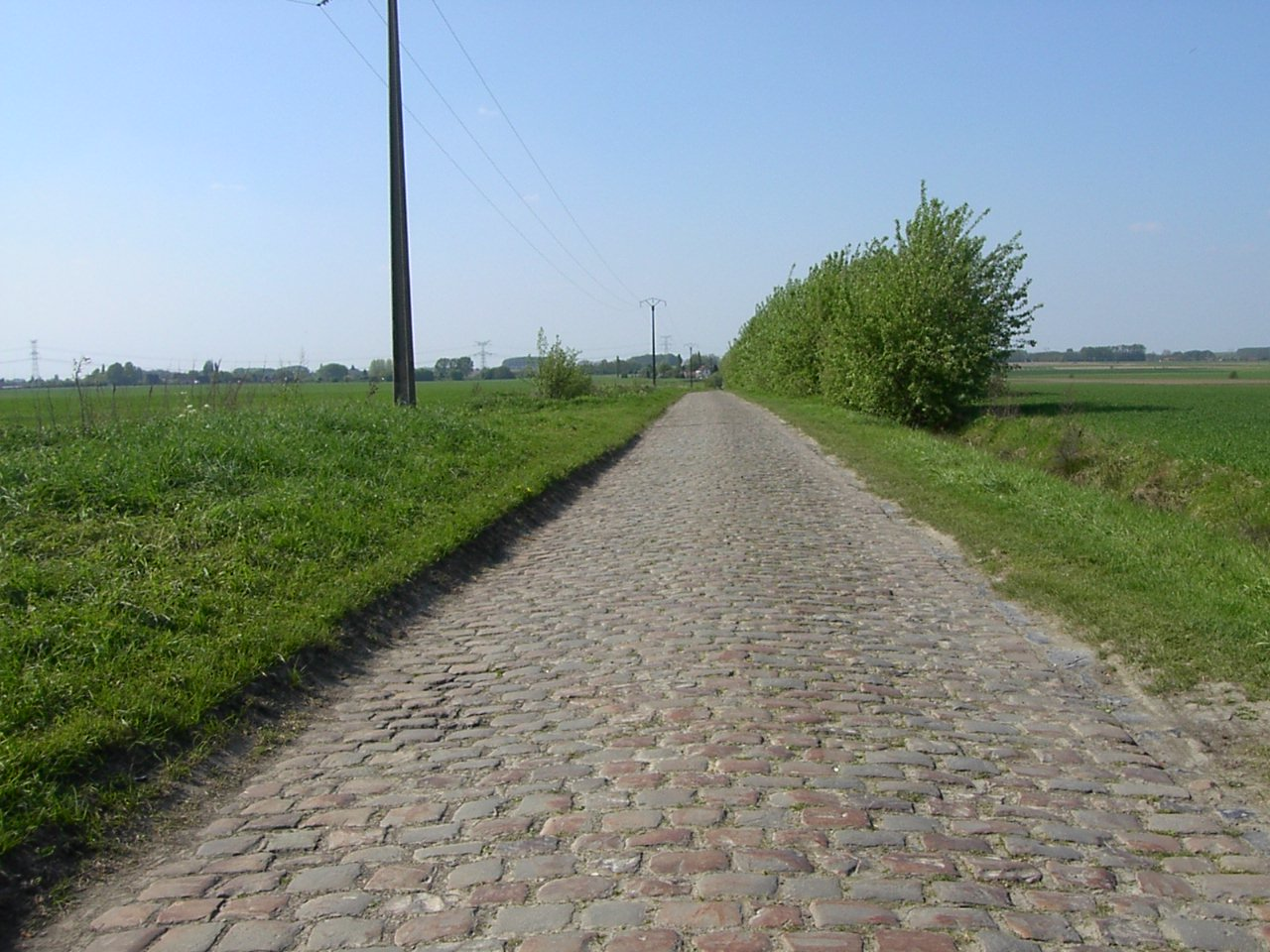
Mitte Abschnitt Pavé de l’Abattoir
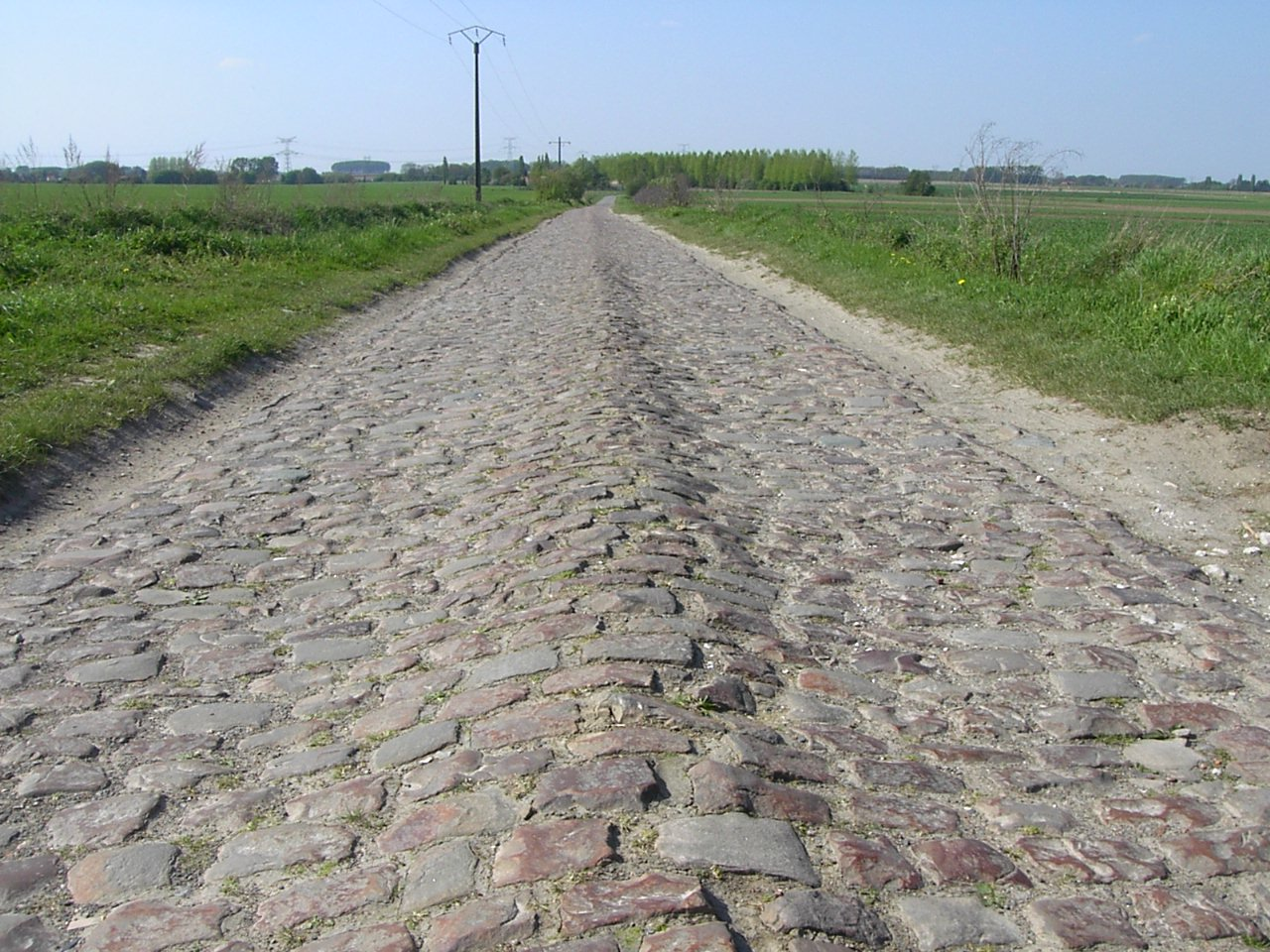
Blick auf das Ende Pavé d’Orchies